# Неболчи
Неболчи (рус. Неболчи) насељено је место са административним статусом варошице (рус. посёлок городского типа) на северозападу европског дела Руске Федерације. Налази се у северном делу Новгородске области и административно припада Љубитинском рејону.
Према проценама националне статистичке службе за 2014. у вароши је живело 2.056 становника.

## Географија
Варошица Неболчи налази се у северном делу Новгородске области, на западним обронцима Валдајског побрђа. Кроз варош протиче река Мда, десна притока Мсте. Налази се на око 215 километара североисточно од административног центра области града Великог Новгорода.

## Историја
У писаним изворима насеље се први пут помиње 1564. као погост Јегорјевских.
До значајнијег развоја насеља долази тек у првој половини XX века након градње железнице на око 5 километара северније. Неболчи постаје рејонским центром након оснивања Дрегељског рејона 1938. година. Године 1962. добија статус урбаног насеља у рангу варошице, а већ наредне године постаје делом Хвојњанског рејона. У границама Љубитинског рејона је од 1964. године.

## Демографија
Према подацима са пописа становништва 2010. у вароши је живело 2.070 становника, док је према проценама националне статистичке службе за 2014. варошица имала 2.056 становника.
| 1939. | 1959. | 1970. | 1979. | 1989. | 2002. | 2010. | 2014. |
| ----- | ----- | ----- | ----- | ----- | ----- | ----- | ----- |
| 1,961 | 3,142 | 2,783 | 2,567 | 2,393 | 2,249 | 2,070 | 2,056 |